# Харли, Тревор
Тревор Харли (англ. Trevor Harley; 1958, Лондон, Соединенное Королевство) — английский психолог, специализирующийся в психологии языка (психолингвистика). В настоящий момент он является главой и деканом факультета психологии в Университете Данди, Шотландия, а также заведующим кафедрой когнитивной психологии. Он является автором книг «The Psychology of Language», последнее 4 издание которой было опубликовано издательством Psycology Press, и «Talking the talk», книги о психологии языка, направленной на обширную аудиторию.

## Биография

### Карьера
Тревор Харли родился в 1958 году в Лондоне и вырос вблизи города Саутгемптон. Учился в королевской средней школе в Фархэме. Получил степень по естественным наукам в колледже Св. Джона при Кембриджском университете. Он остался в Кембридже учиться дальше под руководством Брайана Баттерворта и получил степень доктора наук по теме «Оговорки и что они говорят нам о речевой деятельности».
Для работы на эту степень, а также для последующего исследования, он собрал корпус из нескольких тысяч речевых ошибок и сконцентрировался на одном слове, заменяющем другое (то есть когда говорят «передайте перец» вместо «передайте соль»). Он сделал вывод, что речевая деятельность является интерактивным параллельным процессом, что в свою очередь заставило его заинтересоваться нейросетевым моделированием и исследованием компьютерного моделирования, взросления и метакогнитивными процессами.
После получения степени он некоторое время читал лекции в университете Данди. Затем он переехал в Уорикский университет, где оставался до 1996 года, после чего занял место старшего преподавателя в Данди. Стал профессором и главой департамента в 2003 году, а затем деканом факультета в 2006.
Он является автором не только своего академического труда, но также романа «Dirty old rascal» («Грязный старый мошенник») (ISBN 9781445226224), фантазия о странном поваре. Замок, где ничего не остается безнаказанным. Харли опубликовал статью «Почему земля почти плоская: образ и смерть когнитивной психологии». В недавнем времени он предстал как stand-up комик, выступавший на музыкальном фестивале Фриндж в Эинбурге в 2013.

### Области исследований
Последнее главное исследование Харли — из области метакогнитивных процессов. Его интерес к взрослению и сознанию перерос в интерес к метакогнитивным процессам. Большинство тем из его исследования метакогнитивных процессов раскрываются в его последующей книге «Сознание: помнящий мозг — почему мы себя так ведем» («Cognition: The mindful brain — why we behave as we do»). Также его интересует то, как мы осуществляем речевую деятельность, хотя в настоящее время он изучает этот вопрос в более широком контексте того, как мы передаем значения слов, как влияют на язык нарушения мозга, нормальное или паталогическое взросление (например, болезнь Альцгеймера и болезнь Паркинсона). Кроме этого он работает над вопросом, как мы контролируем наше собственное сознание и как эта способность изменяется с возрастом. Под всеми этими исследованиями лежит его вера в то, что мозг это параллельный, интерактивный компьютер, лучше изучаемый с помощью эксперимента и компьютерного моделирования. Также как и его интерес к языку и компьютерному моделированию, значительны и его исследования по вопросам взросления и метакогнитивных процессов.
Его также интересует погода, и он ведет сайт о плохих погодных событиях в Британии и о Британской погоде в целом. Сайт доступен по ссылке trevorharley.com. А также, он ведет психологическое исследование о погоде, который включает вопрос, почему люди так интересуются погодой; и поддерживает метеорологическую станцию в Лунди, рядом с Данди.
Он написал известную статью под названием «Обещания», в которой заявляет, что когнитивные нейропсихологи все более отклоняются от изначальных целей и методов своего предмета.

### «The Psychology of Language»
Одной из самых известных публикаций Харли стала книга «The Psychology of Language» («Психология языка»). В этой книге он рассуждает о психолингвистике, изучающей отношение между лингвистическим поведением и психологическими процессами. Харли обсуждает как процессы низкого когнитивного уровня, включая речь и визуальное узнавание слова, так и процессы высокого когнитивного уровня, то есть связанные с пониманием. Текст рассказывает о недавно появившихся нейросетевых моделях языка, описывающих комплекс идей простым и доступным языком. Следуя решительно развивающемуся лейтмотиву, текст описывает, как дети усваивают язык (иногда больше, чем один), и как они учатся читать.

## Публикации
- Harley, T. A. (2014). The Psychology of Language: From data to theory (4th. ed.) Hove: Psychology Press. (Earlier editions 2008, 2001, 1995.)
- Harley, T.A. (2010). Psycholinguistics. (6 volumes) London: SAGE.
- Harley, T.A. (2009). Talking the talk: Language, Psychology and Science. Hove: Psychology press.
- Harley, T.A. (2006). Speech errors: Psycholinguistic approach. K. Brown (Ed.), The Encyclopaedia of Language and Linguistics (2nd. Ed., Vol. 11: pp. 739—744), Oxford: Elsevier.
- Harley, T.A., Jessiman, L.J., MacAndrew, S.B.G., & Astell, A.J. (2008). I don’t know what I know: Evidence of preserved semantic knowledge but impaired metalinguistic knowledge in adults with probable Alzheimer’s disease. Aphasiology, 22, 321—335.
- Harley, T. A., & O’Mara, D. A. (2006). Hyphenation can improve reading in acquired phonological dyslexia. Aphasiology, 20, 744—761.
- Harley, T. A., & Grant, F. (2004). The role of functional and perceptual attributes: Evidence from picture naming in dementia. Brain and Language, 91, 223—234.
- Harley, T. A. (2004). Does cognitive neuropsychology have a future? Lead article in a special issue of Cognitive Neuropsychology, 21, 3-16.
- Astell, A. J. & Harley, T. A. (2002). Accessing semantic knowledge in dementia: Evidence from a word definition task. Brain and Language, 82, 312—326.
- Harley, T. A. (2003). Nice weather for the time of year: The British obsession with the weather. In S. Strauss & B. Orlove (Eds.), Weather, climate, culture (pp. 103—118). Oxford: Berg Publishers.
- Harley, T. A., & MacAndrew, S. B. G. (2001). Constraints upon word substitution speech errors. Journal of Psycholinguistic Research, 30, 395—418.
- Vousden, J., Brown, G. D. A., & Harley, T. A. (2000). Oscillator-based control of the serial ordering of phonology in speech production. Cognitive Psychology, 41, 101—175.
- Harley, T. A., & Bown, H. (1998). What causes tip-of-the-tongue states? British Journal of Psychology, 89, 151—174.
- Astell, A. J., & Harley, T. A. (1998). Naming problems in dementia: Semantic or lexical? Aphasiology, 12, 357—374.
- Harley, T. A. (1993). Phonological activation of semantic competitors during lexical access in speech production. Language and Cognitive Processes, 8, 291—309.
- Harley, T. A. (1990). Environmental contamination of normal speech. Applied Psycholinguistics, 11, 45-72.
- Harley, T. A. (1984). A critique of top-down independent levels models of speech production: Evidence from non-plan-internal speech errors. Cognitive Science, 8, 191—219